# Cinquanta ombres d'en Grey (pel·lícula)
Cinquanta ombres d'en Grey (anglès: Fifty Shades of Gray) és una pel·lícula estatunidenca eròtica, romàntica i dramàtica estrenada l'any 2015. Va ser dirigida per Sam Taylor-Johnson amb un guió de Kelly Marcel. Està basada en la novel·la del mateix nom de l'escriptora britànica E. L. James. És protagonitzada per Dakota Johnson en el paper d'Anastasia Steele, que representa a una filòloga que inicia una relació sadomasoquista amb un jove magnat dels negocis anomenat Christian Grey (Jamie Dornan). Va tenir un pressupost de 40 milions de dòlars. S'ha doblat al català.

## Elenc
- Dakota Johnson com Anastasia "Ana" Steele
- Jamie Dornan com Christian Grey
- Eloise Mumford com Katherine "Kate" Kavanagh,[3] amiga íntima d'Anastasia i companya d'habitació.
- Jennifer Ehle com Carla Wilks,[4] mare d'Anastasia.
- Marcia Gay Harden com Grace Trevelyan Grey,[5] mare adoptiva de Christian.
- Victor Rasuk com José Rodriguez,[6] un dels amics íntims d'Anastasia.
- Luke Grimes com Elliot Grey,[7] Christian's adopted brother.
- Rita Ora com Mia Grey,[8] germanastra de Christian
- Max Martini com Jason Taylor,[9] Cap de seguretat de Christian.
- Callum Keith Rennie com Raymond "Ray" Steele[10]
- Andrew Airlie com Carrick Grey, pare adoptiu de Christian
- Dylan Neal com Bob Adams,[11] padastre d'Anastasia.
- Anthony Konechny com Paul Clayton, el germà del propietari de la ferreteria on treballa Anastasia.
- Emily Fonda com Martina
- Rachel Skarsten com Andrea,[12] ajudant de Christian

## Localització
Es va rodar el setembre de 2013 al districte de Gastown de Vancouver, però representa que l'acció es fa a Seattle.

## Controvèrsia
Pel fet essencialment que la pel·lícula tracta un tema de relació de dominació sexual d'un home cap a una dona, en alguns països la seva exhibició ha estat prohibida, per exemple a Malàisia, Indonèsia i a Kenya. Les productores no van estrenar-la a la Xina.
A les Filipines, després de les protestes d'alguns grups religiosos, algunes de les seves escenes de sexe han estat eliminades.
El 28 de gener de 2015, als Estats Units hi va haver una campanya per a fer-ne un boicot a càrrec del National Center on Sexual Exploitation Hi ha hagut altres campanyes de protesta.